# Thalia geniculata
Espèce
Classification phylogénétique
La thalie géniculée - Thalia geniculata - est une espèce de plante de la famille des Marantacées originaire d'Amérique et d'Afrique tropicales.

## Description
La thalie géniculée est une plante rhizomateuse, vivace de milieux aquatiques ou humides.
Elle peut atteindre quatre mètres de haut. Ses feuilles sont lancéolées et groupées à la base.
Les inflorescences terminales paniculées sont portées par une longue tige.
Les fleurs, sessiles, par paire sur un rachis en zigzag, portent un calice de trois sépales libres, de forme et de taille identiques, une corolle au tube très court à cinq pétales irréguliers, une étamine fertile et trois staminoïdes, un style terminé par un stigmate à deux lèvres, un ovaire infère à un seul locule. Elles sont de couleur blanche à pourpre, légèrement parfumées avec une odeur de vanille. Elles s'épanouissent par paire, une journée seulement.
Le fruit est une arille dont la graine est sphérique de 1 cm de diamètre.

## Distribution
La thalie géniculée est originaire d'Amérique tropicale et d'Afrique : toute l'Amérique centrale (de la Floride au Panama), les Caraïbes partiellement (Saint Domingue et Cuba), l'Amérique du Sud (de l'Argentine à la Colombie, et en particulier la Guyane) et toute l'Afrique de l'Ouest (de la Sierra Leone au Congo).
Son usage ornemental l'a répandue à l'ensemble du globe.

## Utilisation
La thalie géniculée est largement utilisée comme plante de bassin. Elle demeure néanmoins gélive ce qui contraint à un hivernage dans la plupart des régions françaises.
Des variétés sont disponibles à la commercialisation :
- Thalia geniculata 'Red Stem' : variété horticole à pétiole rouge[2]
- Thalia geniculata f. rheumoides[3]

Une étude recense cette espèce comme potentiellement productrice de pro-vitamines A pour les enfants de 6 à 36 mois en Afrique.

## Historique

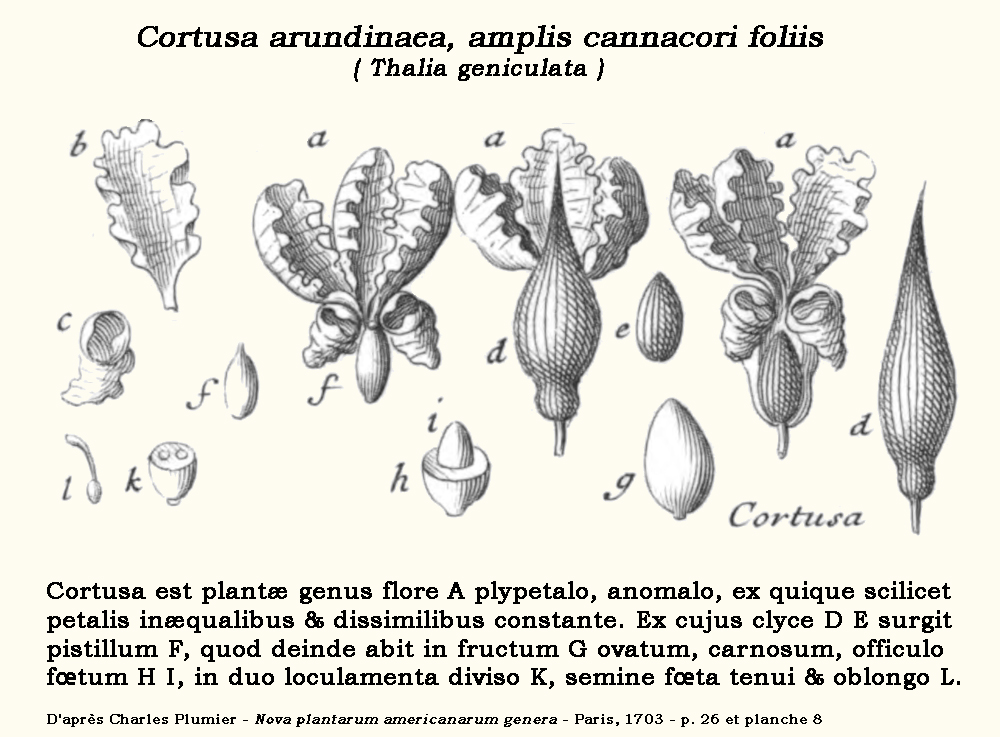
Planche et texte de Charles Plumier

Charles Plumier décrit un genre Cortusa en 1703, en hommage à Jacobus Antonius Cortusus, botaniste de Padoue du XVIe siècle, avec une espèce Cortusa arundinacea, amplis cannacori foliis, espèce qui deviendra Thalia geniculata.
En 1753, Carl von Linné reprend la description de Charles Plumier et renomme l'espèce type en Thalia geniculata. L'épithète spécifique - à nœuds, courbé - fait référence tant aux nœuds à l'aisselle des feuilles qu'à la courbure des longues tiges de cette espèce.
En 1791, Jean-Baptiste de Lamarck la place dans le genre Maranta : Maranta geniculata (L.) Lam. (Galanga géniculée). La traduction française de Lamarck de l'épithète spécifique latin en géniculée est élégante mais aurait pu être genouillée.
En 1839, David Nathaniel Friedrich Dietrich la place dans le genre Renealmia L.f. : Renealmia geniculata (L.) D.Diet..
En 1902, Karl Moritz Schumann réalise une révision du genre. Il distingue quatre sous-genres dont Arthrothalia où il place Thalia geniculata L..
En 1981, Bengt Lennart Andresson publie une monographie complète sur cette espèce où il confirme la synonymie de Thalia geniculata avec Thalia trichocalyx Gagnep. et Thalia welwitschii Ridl..

## Position taxinomique
Thalia geniculata est l'espèce-type du genre.
La thalie geniculée compte quatre variétés :
- Thalia geniculata var. glabrescens Körn. (1862) - synonyme : Thalia altissima Klotzsch[11]
- Thalia geniculata var. pubescens Körn. (1862)
- Thalia geniculata f. rheumoides Shuey (1975)
- Thalia geniculata var. villosa Körn. ex K.Schum. (1902)

Cette espèce compte un nombre impressionnant de synonymes :
- Maranta flexuosa C.Presl
- Maranta geniculata (L.) Lam. (1792)
- Renealmia erecta (Vell.) D.Dietr.
- Renealmia geniculata (L.) D.Dietr. (1839)
- Thalia angustifolia C.Wright ex Griseb. (1866)
- Thalia caerulea Ridl. (1887)[12]
- Thalia dipetala Gagnep. (1904)
- Thalia divaricata Chapm. (1860)
- Thalia erecta Vell. (1829)
- Thalia schumanniana De Wild. (1904)
- Thalia trichocalyx Gagnep. (1904)
- Thalia welwitschii Ridl. (1887)

La variété Thalia geniculata var. glabrescens Körn. compte elle aussi un synonyme :
- Thalia altissima Klotzsch (1848)

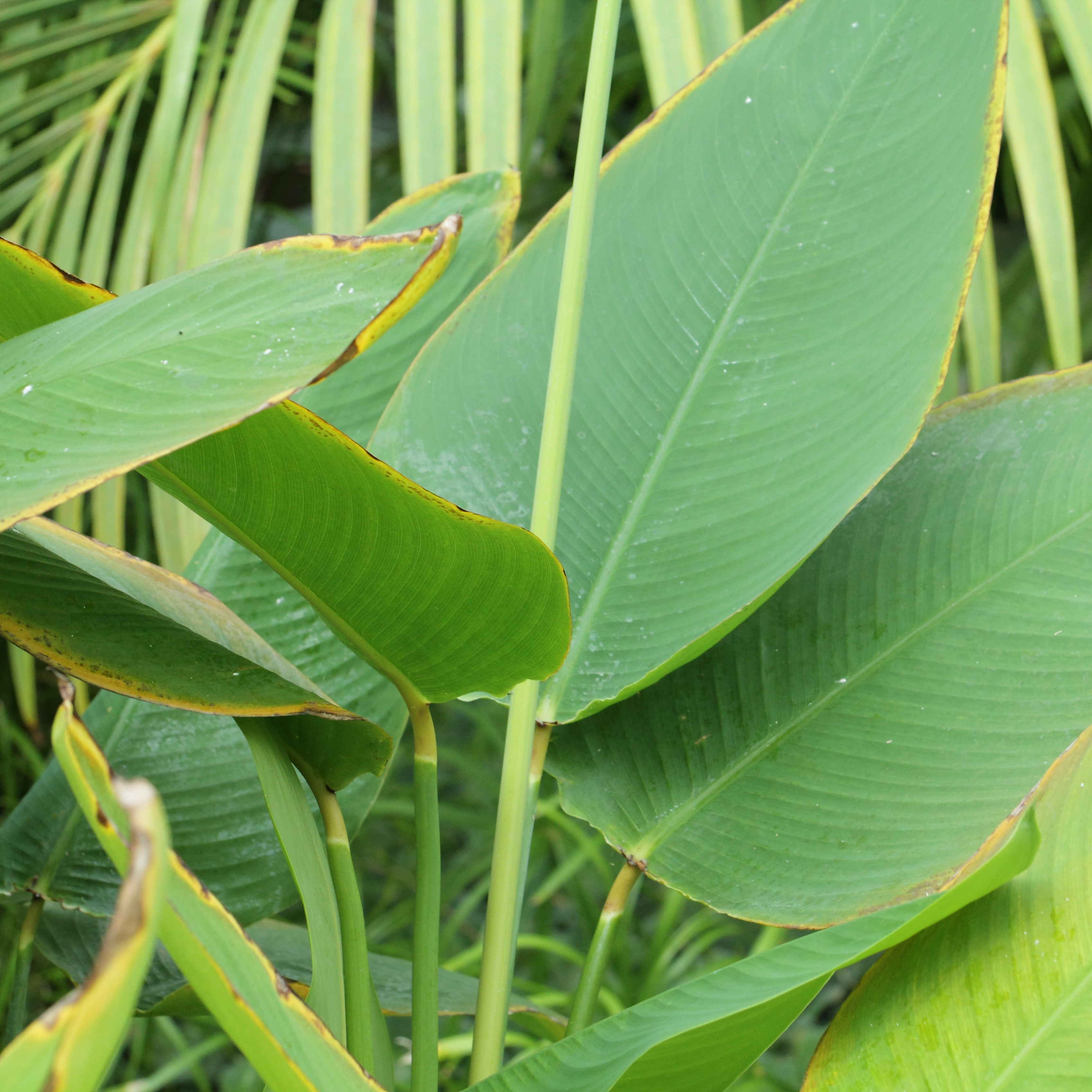
Feuilles.
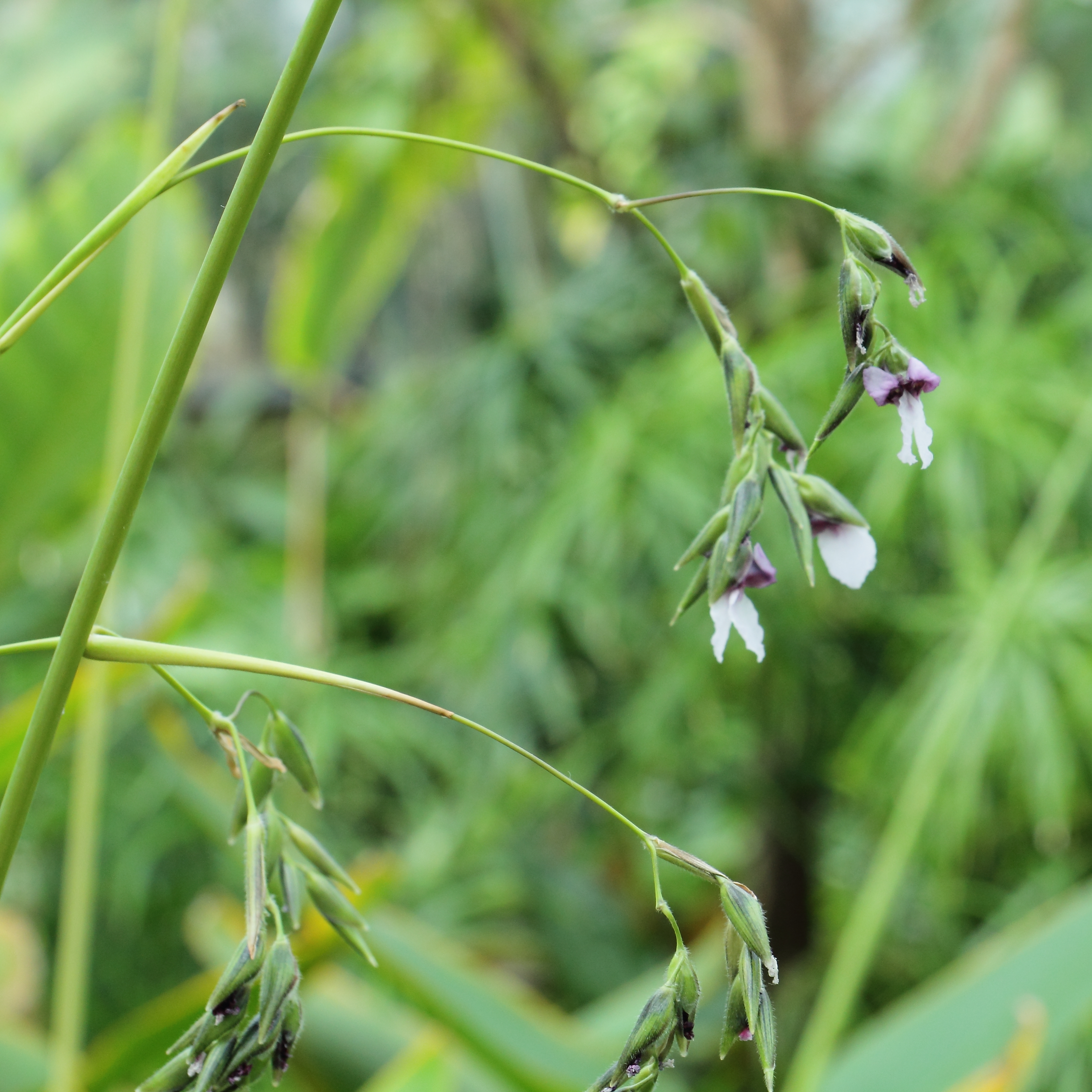
Fleurs, dans les Jardins botaniques royaux de Kew, à Londres, au Royaume-Uni.
Fleur, exposition horticole au Royal Flora Ratchaphruek, en Thaïlande.